# Groenvleugelbuulbuul
De groenvleugelbuulbuul (Ixos mcclellandii; synoniem: Hypsipetes mcclellandii) is een zangvogel uit de familie Pycnonotidae (buulbuuls). Deze vogel is genoemd naar de Britse arts en natuuronderzoeker John McClelland (1805-1875).

## Verspreiding en leefgebied
Deze soort komt voor in het zuidoosten van Azië en telt negen ondersoorten:
- I. m. mcclellandii: van de oostelijke Himalaya tot noordwestelijk Myanmar.
- I. m. ventralis: zuidwestelijk Myanmar.
- I. m. tickelli: oostelijk Myanmar en noordwestelijk Thailand.
- I. m. similis: van noordoostelijk Myanmar tot zuidelijk China en noordelijk Indochina.
- I. m. holtii: zuidoostelijk China.
- I. m. loquax: het noordelijke deel van Centraal-en noordoostelijk Thailand en zuidelijk Laos.
- I. m. griseiventer: zuidelijk Vietnam.
- I. m. canescens: zuidoostelijk Thailand en zuidwestelijk Cambodja.
- I. m. peracensis: Maleisië.

## Status
De grootte van de populatie is niet gekwantificeerd maar de soort wordt omschreven als algemeen. Op de Rode lijst van de IUCN heeft deze soort de status niet bedreigd.